# Goryphus bunoh
Goryphus bunoh là một loài tò vò trong họ Ichneumonidae.